# 김동주 (배우)
김동주(金東柱, 1954년 ~ )는 대한민국의 배우이다.

## 생애
대학 때 연극을 시작해 산하·광장·여인극장 등의 극단에서 배우로 활동하다가 스무 살 때 친구 권유로 탤런트 공채에 응시해 1972년 MBC 5기 공채 탤런트로 선발되었다.
데뷔 초엔 변호사·의사·검사·화가·사진기자·버스 차장 등 기가 센 직업여성 역할을 맡았다. 독신이나 2000년대 이후부터는 주로 억척 엄마 역을 맡았으며 숱한 드라마·영화에서 조연으로 출연해왔다.
1970년대에는 '김보경'이라는 이름으로 활동하였으나 80년대에 '김동주'로 개명하였다.

## 출연작

### 영화
- 《나의 이름》 (2020년) - 리애 모 역
- 《건축학개론》 (2012년) - 승민 모 역
- 《로맨틱 헤븐》 (2011년) - 미미 엄마 역
- 《시크릿》 (2009년) - 석준 모 역
- 《토끼와 리저드》 (2009년) - 복자 역
- 《거룩한 계보》 (2006년) - 방장 부인 역
- 《아라한 장풍 대작전》 (2004년) - 상환 엄마 역
- 《절대사랑》 (1994년)

### 드라마
- 《파수꾼》 (2017년, MBC) - 김우성 모 역
- 《불굴의 차여사》 (2015년, MBC) - 현숙 역
- 《최고다 이순신》 (2013년, KBS2) - 장길자 역
- 《천사의 선택》 (2012년, MBC) - 양말순 역
- 《불굴의 며느리》 (2011년, MBC) - 현명주 역
- 《선덕여왕》 (2009년, MBC)
- 《신데렐라 맨》 (2009년, MBC)
- 《전설의 고향 - 묘정의 구슬》 (2009년, KBS2) - 이상궁 역
- 《큰 언니》 (2008년, KBS1) - 황씨 역
- 《춘자네 경사났네》 (2008년, MBC) - 기석 모 역
- 《드라마시티 - 신파를 위하여》 (2007년, KBS2) - 순님 역
- 《사랑해도 괜찮아》 (2007년, KBS2)
- 《황금사과》 (2005년, KBS2) - 재실 댁 역
- 《KBS HDTV 문학관 - 외등》 (2005년, KBS1) - 서산댁 역
- 《드라마시티 - 계룡산 부용이》 (2005년, KBS2) - 양산댁 역
- 《부모님전상서》 (2004년, KBS2)
- 《완전한 사랑》 (2003년, SBS)
- 《눈사람》 (2003년, MBC) - 큰 형수 역
- 《햇빛 사냥》 (2002년, KBS2) - 이숙자 역
- 《매일 그대와》 (2001년, MBC)
- 《MBC 베스트극장 - 내 약혼녀 이야기》 (2001년, MBC)
- 《세 친구》 (2000년, MBC)
- 《부부클리닉 사랑과 전쟁》 (1999년, KBS2)
- 《날마다 행복해》 (1999년, MBC)
- 《안녕 내 사랑》 (1999년, MBC) - 연주 모 역
- 《눈물이 보일까봐》 (1999년, MBC) - 승만 역
- 《거짓말》 (1998년, KBS2) - 하숙 역
- 《사랑과 성공》 (1998년, MBC) - 덕배 아내 역
- 《내가 사는 이유》 (1997년, MBC) - 덕배 아내 역
- 《남자 셋 여자 셋》 (1997년, MBC) -  고려국 제2왕후전 상궁 역
- 《의가형제》 (1997년, MBC) - 동성병원 호홉기내과 전문의 (김준기, 김수형, 차민주 의대선배) 역
- 《세상에서 가장 아름다운 이별》 (1996년, MBC) - 윤 박사 역
- 《아내가 있는 풍경》 (1996년, KBS2)
- 《신세대 보고 - 어른들은 몰라요: 친구 따돌리기》 (1996년, KBS1)
- 《여》 (1995년, MBC) - 순임 / 배영옥 역
- 《숙희》 (1995년, MBC)
- 《파일럿》 (1993년, MBC)
- 《남편의 여자》 (1992년, KBS2)
- 《땅》 (1991년, MBC)
- 《내 친구 깨치》 (1990년, MBC)
- 《김형사 강형사》 (1990년, MBC)
- 《배반의 장미》 (1990년, MBC) - 김동숙 역
- 《거인》 (1989년, MBC)
- 《겨울 안개》 (1989년, MBC) - 서정애 역
- 《또래와 뚜리》 (1988년, MBC) - 일두 어머니 역
- 《거리의 악사》 (1988년, MBC)
- 《그것은 우리도 모른다》 (1988년, MBC)
- 《원미동 사람들》 (1988년, MBC)
- 《우리들의 신부》 (1988년, MBC)
- 《한지붕 세가족》 (1986년, MBC)
- 《좋은 날 좋은 사람》 (1986년, MBC)
- 《첫사랑》 (1986년, MBC)
- 《잃어버린 이름》 (1985년, MBC)
- 《박순경》 (1982년, MBC)
- 《거부실록 - 백산 안희제》 (1982년, MBC)
- 《민족풍속도》 (1981년, MBC)
- 《제1공화국》 (1981년, MBC) - 황중성 역
- 《의친왕》 (1980년, MBC)
- 《전원일기》 (1980년, MBC) - 박노인의 아들 박씨의 아내 역 이외 각종 단역
- 《한국인》 (1979년, MBC)
- 《최후의 증인》 (1979년, MBC)
- 《봄비》 (1979년, MBC)
- 《사랑의 계절》 (1979년, MBC)
- 《우주탐험대》 (1978년, MBC)
- 《정부인》 (1978년, MBC)
- 《후회합니다》 (1977년, MBC) - 이모의 딸 역
- 《들장미》 (1976년, MBC)
- 《예성강》 (1976년, MBC)
- 《제3교실》 (1975년, MBC)
- 《113 수사본부》 (1973년, MBC)
- 《민비》 (1973년, MBC)
- 《수사반장》 (1972년, MBC)